# Дубровский-Эшке, Борис Владимирович
Бори́с Влади́мирович Дубро́вский-Э́шке (11 апреля 1897, Тифлис — 7 сентября 1963, Москва) — советский художник кино, педагог, организатор кинопроизводства. Заслуженный деятель искусств РСФСР (1940).

## Биография
Родился в Тифлисе в семье театрального бутафора. Работал как художник с 1917 года.
Окончил Петроградскую академию художеств в 1923 году. С 1924 года работал художником-декоратором, художником-постановщиком на Ленинградской фабрике «Совкино». Занимался научно-исследовательской работой в области кинодекорационной техники. При участии Дубровского-Эшке в 1929 году было создано киноотделение по подготовке художников кино, преподавал на кафедре кинематографии Академии художеств.
В 1934—1936 годах — технический директор «Ленфильма». Для фильма «Гибель сенсации» («Межрабпомфильм»; 1935) совместно с Н. Фишманом сконструировал десять двухметровых роботов на электромоторах, управляемых человеком изнутри.
В 1935 году в составе Кинокомиссии ГУКФ, возглавляемой Б. З. Шумяцким, выезжал за границу для ознакомления с зарубежной кинопромышленностью. Участвовал в организации и обсуждении проектов строительства киногорода в Крыму и Большого академического кинотеатра в Москве, входил в состав экспертной комиссии ГУКФ по строительству кинофабрик.
В 1936 году был назначен главным художником киностудии «Мосфильм», с 1940 года входил в состав художественного совета студии. С ноября 1941 года — член художественного совета Центральной объединённой киностудии (ЦОКС), в 1942 году — начальник строительства ЦОКС, один из авторов проекта переустройства дворца культуры и кинотеатра «Алатау» под производственные площадки ЦОКС.
Является одним из основателей художественного факультета ВГИКа, преподавал там c 1938 года (с 1940 — профессор). Член научно-методического совета Академии художеств СССР.
Член КПСС с 1948 года.
Скончался 7 сентября 1963 года в Москве. Похоронен на Новодевичьем кладбище.

## Фильмография
Художник
- 1926 — Пламенеющий остров (не завершён)
- 1927 — На дальнем берегу
- 1927 — Ордер на жизнь
- 1927 — Сар-Пигэ / Сарпике
- 1927 — Турбина № 3
- 1928 — Гафир и Мариам (короткометражный)
- 1928 — Инженер Елагин
- 1928 — Мятеж
- 1928 — Сторона лесная
- 1928 — Хабу
- 1929 — Голубой экспресс (совместно с М. Левиным)
- 1929 — Каан-Кэрэдэ
- 1929 — Транспорт огня
- 1930 — Есть, капитан!
- 1930 — Жизнь на полный ход
- 1930 — Заговор мёртвых (совместно с М. Левиным)
- 1931 — Капля нефти (короткометражный)
- 1932 — Встречный
- 1937 — Ленин в Октябре (совместно с Н. Соловьёвым)
- 1939 — Ленин в 1918 году (совместно с В. Ивановым)
- 1941 — Пир в Жирмунке (Боевой киносборник № 6)  (совместно с Г. Луцким)
- 1943 — Фронт
- 1958 — Чайковский (документальный)[21]

Режиссёр и сценарист;
- 1931 — Капля нефти (короткометражный)

## Звания
- Заслуженный деятель искусств РСФСР (23 мая 1940)[22].